# John Hunter

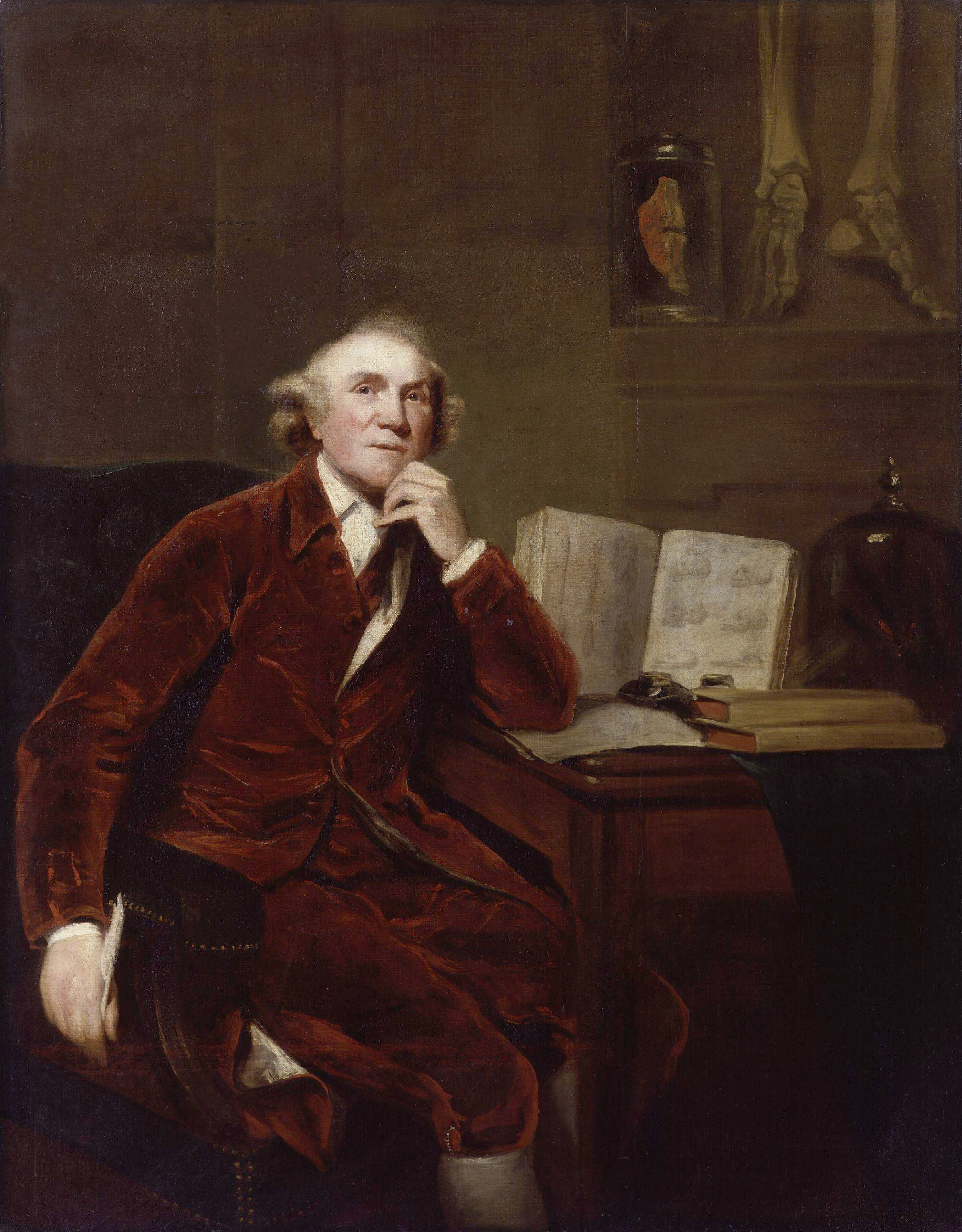
Chirurgul şi anatomistul John Hunter, după o gravură de Joshua Reynolds

John Hunter (n. 13 februarie 1728, East Kilbride⁠(d), Scoția, Regatul Marii Britanii – d. 16 octombrie 1793, Londra, Regatul Marii Britanii) a fost chirurg scoțian, unul dintre cei mai de seamă oameni de știință ai epocii sale, promotor al metodei experimentale în medicină.